# Наумово (Западнодвинский район)
Наумово — деревня в Западнодвинском районе Тверской области России. Входит в состав Ильинского сельского поселения.

## География
Деревня расположена в южной части района. Ближайшим населённым пунктом является деревня Корняшово.
Расстояния (по автодорогам):
- До районного центра, города Западная Двина — 63 км
- До центра сельского поселения, посёлка Ильино — 13 км

## История
Деревня Наумово впервые упоминается на топографической карте Фёдора Шуберта, изданной в 1865 году.
На карте РККА, изданной в 1941 году обозначена деревня Наумово. Имела 25 дворов.
До 2005 года деревня входила в состав упразднённого в настоящее время Аксентьевского сельского округа.

## Население
| 2010 |
| ---- |
| 1    |

Население по переписи 2002 года — 28 человек.
Национальный состав
Согласно результатам переписи 2002 года, в национальной структуре населения русские составляли 100 % от жителей.